# Aki Aleong
Aki Aleong (* 19. Dezember 1934 in Port of Spain, Trinidad; † 22. Juni 2025) war ein US-amerikanischer Schauspieler, Sänger und Musikproduzent.

## Bühne
Der Sohn eines Kochs aus Hongkong wuchs in Trinidad auf. 1949 zog er mit seiner Mutter nach New York, wo er 1951 mit einer Schauspielausbildung begann. 1954 erhielt er seine erste Rolle am Broadway – als Ziegenjunge in Vern Sneiders Das kleine Teehaus.

## Film und Fernsehen
1956 gab Aleong in einer Episode von Producers’ Showcase sein Fernsehdebüt und ein Jahr später als Koch im Drama Motorcycle Gang sein Spielfilmdebüt. Seither wirkte er in über 200 Film- und Fernsehproduktionen mit. Er spielte neben Frank Sinatra und Steve McQueen im Kriegsdrama Bis das Blut kocht, in der The-Three-Stooges-Komödie The Three Stooges Go Around The World In A Daze, neben Jean-Claude Van Damme im Actionfilm The Quest – Die Herausforderung und als sadistischer Gegenspieler von Chuck Norris in Missing in Action 3. Außerdem absolvierte er zahlreiche Gastauftritte in Fernsehserien wie SeaQuest DSV, Babylon 5, Die Leute von der Shiloh-Ranch, Das A-Team, Agentin mit Herz, The Outer Limits, Picket Fences, Chicago Hope und Cagney & Lacey. Einen größeren Part hatte er als skrupelloser Mr. Chiang, der rechten Hand des Bürgermeisters von Los Angeles (verkörpert von Lane Smith), in der Science-Fiction-Serie V – Die außerirdischen Besucher kommen inne.

## Musik
Daneben war Aleong auch als Musiker erfolgreich. Er schrieb Lieder wie Trade Winds und Shombalor und agierte von 1963 bis 1967 als Frontman der Gruppe Aki Aleong and the Nobles. Als erster US-Amerikaner asiatischer Herkunft erreichte Aleong mit einem selbst geschriebenen und produzierten Song einen Platz in den US-amerikanischen Top-100-Charts.
1968 zog er sich zunächst von Bühne, Film und Fernsehen zurück und arbeitete stattdessen als Promotion Manager und Produzent im Musikgeschäft, u. a. für The 5th Dimension und Bobby Womack.

## Sonstiges
Erst 1983 wandte sich Aleong wieder der Schauspielerei zu. Darüber hinaus engagierte er sich als Executive Director der AIM (Asians in Media) als Präsident der MANAA (Media Action Network for Asian Americans) für die Gleichstellung asiatischer Filmschaffender.
Außerdem führte Aleong seit über vierzig Jahren das Gingham Dog Fast Food Restaurant in Hollywood.

## Filmografie (Auswahl)
- 1957: Lederjacken rechnen ab (Motorcycle Gang)
- 1958: Fenster ohne Vorhang (No Down Payment)
- 1959: Bis das Blut kocht (Never So Few)
- 1963: The Three Stooges Go Around the World in a Daze
- 1963: The Outer Limits (Fernsehserie, eine Folge)
- 1984: Over the Brooklyn Bridge
- 1984–1985: V – Die außerirdischen Besucher kommen (V: The Series)
- 1986: Das A-Team: Unter Kannibalen (The A-Team: The Crystal Skull)
- 1987: Hanoi Hilton (The Hanoi Hilton)
- 1988: Missing in Action 3 (Braddock: Missing in Action III)
- 1989: Farewell to the King (Farewell to the King)
- 1992: Kuffs – Ein Kerl zum Schießen (Kuffs)
- 1996: Cable Guy – Die Nervensäge (The Cable Guy)
- 1996: The Quest – Die Herausforderung (The Quest)
- 2003: Haus aus Sand und Nebel (House of Sand and Fog)